# قائمة الشركات العاملة في مستوطنات الضفة الغربية
تتضمن المقالة قائمة بالشركات العاملة في مستوطنات الضفة الغربية، والتي قام بتجميعها مجلس حقوق الإنسان التابع للأمم المتحدة ونشرها مكتب الأمم المتحدة لتنسيق الشؤون الإنسانية (أوتشا).
وتعتبر إقامة المستوطنات الإسرائيلية في الأراضي المحتلة بالضفة الغربية في فلسطين، بما فيها أراضي القدس الشرقية، غير قانونية بموجب القانون الدولي. ووفقًا لتقرير حول تأثير المستوطنات الإسرائيلية على حقوق الفلسطينيين في الأراضي المحتلة صدر عام 2013 بموجب قرار مجلس حقوق الإنسان رقم 31/36 في إطار متابعة البعثة الدولية لتقصي الحقائق بشأن المستوطنات الإسرائيلية، فقد تم رصد عشرة أنشطة مثيرة للقلق في الأراضي المحتلة من الضفة الغربية تتضمن توريد معدات البناء والمواد والخدمات والمرافق للمستوطنات، وإقامة جدار الضفة الغربية، والدعم المالي للأنشطة الاستيطانية؛ وتوريد معدات الهدم المستخدمة لتدمير الممتلكات والأصول الزراعية، وقد كان هناك 112 كيانًا تجاريًا مدرجًا في القائمة وُجد أنها شاركت في نشاط واحد أو أكثر من تلك الأنشطة بناءً على مراجعة وتقييم شاملين لجميع المعلومات المتاحة. كانت معظم الشركات المُدرجة في القائمة شركات إسرائيلية، ولكنها تضمنت أيضًا شركات دولية بارزة مثل شركات السفر الأمريكية إير بي إن بي، وبوكينج دوت كوم، وإكسبديا، وتريب أدفايزور، وشركة التكنولوجيا الأمريكية موتورولا سوليوشنز، وشركة إيجيز ريل الفرنسية، وشركة تصنيع معدات البناء البريطانية جي سي بي. كان من بين الشركات والكيانات المدرجة في القائمة 94 شركة يقع مقرها في إسرائيل، و18 شركة يقع مقرها في ست دول أخرى هي بالترتيب حسب عدد الشركات الولايات المتحدة الأمريكية (6 شركات)، وهولندا (4 شركات)، والمملكة المتحدة (3 شركات)، وفرنسا (3 شركات)، ولوكسمبورغ (شركة واحدة) وتايلاند (شركة واحدة).
أشار مجلس حقوق الإنسان التابع للأمم المتحدة، في تقريره، إلى أن الشركات المذكورة في القائمة كانت جميعها مسؤولة عن أنشطة أثارت مخاوف خاصة بشأن حقوق الإنسان في الضفة الغربية. وذكرت ميشيل باشيليت، مفوضة الأمم المتحدة السامية لحقوق الإنسان، إن التقرير لا يُعتبر بمثابة قائمة سوداء، في حين أشار مكتبها إلى أنه لا يقدم وصفًا قانونيًا للأنشطة المعنية، أو لمشاركة الشركات التجارية فيها. وفي 5 يوليو (تموز) 2021، أعلن صندوق كي إل بي، وهو أكبر صندوق معاشات تقاعدية في النرويج، أنه استبعد 16 شركة ظهرت في القائمة موضحا أن هناك خطر غير مقبول من أن تساهم الشركات المستبعدة في انتهاك حقوق الإنسان في حالات الحرب والصراع من خلال عملها وارتباطها بالمستوطنات الإسرائيلية في الضفة الغربية المحتلة.

## قائمة الشركات العاملة في مستوطنات الضفة الغربية
يوضح الجدول التالي قائمة الشركات الـ112 العاملة في مستوطنات الضفة الغربية وبلدانها الأصلية، على النحو الذي ورد في التقرير:

### أولًا: مؤسسات الأعمال المشاركة في الأنشطة المدرجة
- الشركات الدولية:

| اسم الشركة           | بلد المقر الرئيسي للشركة |
| -------------------- | ------------------------ |
| إير بي إن بي         | الولايات المتحدة         |
| مجموعة إكسبيديا      | الولايات المتحدة         |
| تريب أدفيزور         | الولايات المتحدة         |
| بوكينج دوت كوم       | هولندا                   |
| إيجيز ريل            | فرنسا                    |
| جي سي بي             | المملكة المتحدة          |
| مجموعة تاهال الدولية | هولندا                   |
| أوبودو               | أسبانيا                  |

- الشركات الإسرائيلية:

| اسم الشركة                              | سنة التأسيس | البلد   |
| --------------------------------------- | ----------- | ------- |
| شركة الغاز الأمريكية الإسرائيلية        |             | إسرائيل |
| شركة أفيكيم                             |             | إسرائيل |
| شركة أمير للتسويق والاستثمارات الزراعية |             | إسرائيل |
| شركة عاموس هدار للعقارات والاستثمارات   |             | إسرائيل |
| مخابز الملاك                            |             | إسرائيل |
| أركايفستس                               |             | إسرائيل |
| مجموعة آرييل العقارية                   |             | إسرائيل |
| شركة صناعات أشتروم                      |             | إسرائيل |
| شركة عقارات أشتروم                      |             | إسرائيل |
| شركة صناعات أفغول                       | 1953        | إسرائيل |
| بنك هبوعليم                             |             | إسرائيل |
| بنك لئومي                               |             | إسرائيل |
| بنك القدس                               |             | إسرائيل |
| بيت هارتشيف                             |             | إسرائيل |
| بيزك                                    |             | إسرائيل |
| شركة صناعات سي مير                      |             | إسرائيل |
| مقهى إسرائيل                            |             | إسرائيل |
| كاليبر 3                                |             | إسرائيل |
| سيلكوم                                  |             | إسرائيل |
| تشيريسا                                 |             | إسرائيل |
| تشيش نوفي إسرائيل                       |             | إسرائيل |
| سيتاديس إسرائيل                         |             | إسرائيل |
| كوماسكو                                 |             | إسرائيل |
| شركة داربان للاستثمارات                 |             | إسرائيل |
| مجموعة ديليك                            |             | إسرائيل |
| دلتا إسرائيل                            |             | إسرائيل |
| دور ألون للطاقة في إسرائيل              | 1988        | إسرائيل |
| إيجد                                    |             | إسرائيل |
| إنرجيكس للطاقة المتجددة                 |             | إسرائيل |
| إي بي آر سيستمز                         |             | إسرائيل |
| إكستال                                  |             | إسرائيل |
| شركة الإنتاج الميداني                   |             | إسرائيل |
| شركة تسويق المنتجات الميدانية           |             | إسرائيل |
| بنك فيرست الدولي الإسرائيلي             |             | إسرائيل |
| غالشان شفاكيم                           |             | إسرائيل |
| جمعية هاديكليم إسرائيل لمزارعي التمور   |             | إسرائيل |
| هوت موبايل                              |             | إسرائيل |
| شركة هوت لأنظمة الاتصالات               |             | إسرائيل |
| شركة ميفني العقارية للمباني الصناعية    |             | إسرائيل |
| بنك ديسكونت الإسرائيلي                  |             | إسرائيل |
| شركة السكك الحديدية الإسرائيلية         |             | إسرائيل |
| إيتاليك                                 |             | إسرائيل |
| جيروزالم إيكونومي                       |             | إسرائيل |
| شركة كافيم للنقل العام                  |             | إسرائيل |
| مؤسسة ليبسكي للتركيب والصرف الصحي       |             | إسرائيل |
| ماتريكس آي تي                           |             | إسرائيل |
| كراجات ماير دافيدوف                     |             | إسرائيل |
| شركة مياه مكوروت                        |             | إسرائيل |
| بنك ديسكاونت التجاري                    |             | إسرائيل |
| ميركافيم                                |             | إسرائيل |
| بنك مزراحي طفحوت                        |             | إسرائيل |
| مجموعة مودعين عزراحي                    |             | إسرائيل |
| مردخاي أفيف تاسيوت بنيه                 | 1973        | إسرائيل |
| موتورولا سوليوشنز إسرائيل               |             | إسرائيل |
| البنك البلدي                            |             | إسرائيل |
| مجموعة نعمان                            |             | إسرائيل |
| شركة نوف يام للأمن                      |             | إسرائيل |
| شركة أوفرتكس للصناعات                   | 1997        | إسرائيل |
| بنك أوتسار هاحيال                       |             | إسرائيل |
| شركة بارتنر للاتصالات                   |             | إسرائيل |
| شركة باز للنفط                          |             | إسرائيل |
| بيليجاز                                 |             | إسرائيل |
| بيليفون                                 |             | إسرائيل |
| بروفيمات                                |             | إسرائيل |
| سلسلة متاجر رامي ليفي للتسويق هاشيكما   | 2006        | إسرائيل |
| رامي ليفي حاشيكما للتسويق               |             | إسرائيل |
| ري ماكس إسرائيل                         |             | إسرائيل |
| شركة شلجال للأغذية                      |             | إسرائيل |
| شركة شابير للهندسة والصناعة             |             | إسرائيل |
| شوفرسال                                 |             | إسرائيل |
| سونول                                   |             | إسرائيل |
| سوبر باص                                |             | إسرائيل |
| شركة صناعات الصمغ السوبر                | 1969        | إسرائيل |
| تويتوبلاست                              |             | إسرائيل |
| يونيكوفسكي ماعوز                        |             | إسرائيل |
| يس                                      |             | إسرائيل |
| زككاي للصناعات والمدخلات الزراعية       |             | إسرائيل |
| شركة زد إف للتنمية والبناء              |             | إسرائيل |
| شركة زد إم إتش هامرماند                 |             | إسرائيل |
| زورجانيكا                               |             | إسرائيل |
| شركة صناعات زريها هلفين                 |             | إسرائيل |

### ثانيا: المؤسسات التجارية المشاركة كشركات أم
- الشركات الدولية:

| اسم الشركة        | بلد المقر الرئيسي للشركة |
| ----------------- | ------------------------ |
| ألستوم            | فرنسا                    |
| ألتيس أوروبا      | هولندا                   |
| بوكينغ هولدينغز   | الولايات المتحدة         |
| إي دريمز أويجيو   | لوكسمبورغ                |
| مجموعة إيجيز      | فرنسا                    |
| جنرال ميلز        | الولايات المتحدة         |
| إندوراما فنتشرز   | تايلاند                  |
| كاردان            | هولندا                   |
| موتورولا سوليوشنز | الولايات المتحدة         |
| جرينكوت           | المملكة المتحدة          |

- الشركات الإسرائيلية:

| اسم الشركة                   | البلد   |
| ---------------------------- | ------- |
| ألون بلوسكوير                | إسرائيل |
| أمنون ميسيلوت                | إسرائيل |
| مجموعة أشتروم                | إسرائيل |
| براند للصناعات               | إسرائيل |
| صناعات دلتا الجليل           | إسرائيل |
| إلكتر                        | إسرائيل |
| شركة استثمار الصادرات        | إسرائيل |
| مجموعة هدار                  | إسرائيل |
| مجموعة هامات                 | إسرائيل |
| شركة ماير للسيارات والشاحنات | إسرائيل |
| مجموعة ناتون                 | إسرائيل |
| فيلار الدولية                | إسرائيل |